# Vlag van Cranendonck
De vlag van Cranendonck werd op 18 november 1997 per besluit van de gemeenteraad als vlag van de Noord-Brabantse gemeente Cranendonck aangenomen. De vlag van Cranendonck is gebaseerd op die van Maarheeze.

## Omschrijving
De gemeente omschrijft de vlag als volgt:
De gemeentevlag wordt vormgegeven door middel van een rechthoek. Deze is in vier vlakken verdeeld, op 1/3 van de vlaglengte. Linksboven en rechtsonder hebben de vlakken een rode kleur, rechtsboven en linksonder zijn ze wit. Over het snijpunt van de delingslijnen is een vliegende kraanvogel weergegeven. De kraanvogel is eveneens rood en wit. De gemeentevlag heeft een afmeting van 150 bij 100 cm.
De vlag bestaat uit vier vlakken: linksboven en rechtsonder zijn deze rood, rechtsboven en linksonder zijn wit. De twee rechter vlakken hebben een lengte van 2/3 van de vlaglengte. Over het geheel is een, in tegengestelde kleuren, vliegende kraanvogel geplaatst.
De kraanvogel in de vlag symboliseert de natuurlijke omstandigheden zoals die ooit in de gemeente waren.
Do vogel symboliseert de naam van de gemeente en was ook staande afgebeeld in de wapens van de voormalige gemeenten Maarheeze en Soerendonk. De kraanvogel verwees ook naar de naam van de vroegere baronie.
Op de nieuwe vlag zijn op aanraden van de Noordbrabantse Commissie van Wapen- en Vlaggenkunde de kleuren van het gemeentewapen toegepast.
Alphen-Chaam · Altena · Asten · Baarle-Nassau · Bergeijk · Bergen op Zoom · Bernheze · Best · Bladel · Boekel · Boxtel · Breda · Cranendonck · Deurne · Dongen · Drimmelen · Eersel · Eindhoven · Etten-Leur · Geertruidenberg · Geldrop-Mierlo · Gemert-Bakel · Gilze en Rijen · Goirle · Halderberge · Heeze-Leende · Helmond · 's-Hertogenbosch · Heusden · Hilvarenbeek · Laarbeek · Land van Cuijk · Loon op Zand · Maashorst · Meierijstad · Moerdijk · Nuenen, Gerwen en Nederwetten · Oirschot · Oisterwijk · Oosterhout · Oss · Reusel-De Mierden · Roosendaal · Rucphen · Sint-Michielsgestel · Someren · Son en Breugel · Steenbergen · Tilburg · Valkenswaard · Veldhoven · Vught · Waalre · Waalwijk · Woensdrecht · Zundert